# イッポンシメジ科
イッポンシメジ科（イッポンシメジか、Entolomataceae（旧: Rhodophyllaceae））は、ハラタケ目に属する科の一つ。

## 概容
イッポンシメジ科は、枯草や枯葉上に生えるキノコの集合で、世界的に14属が知られている。主なものに共通する特徴として、胞子の形が角張った形をしていることがある。この子実体は様々な型のものがあり、一目でイッポンシメジ科の種であると判断するのは難しい。多くの種が毒をもっており、この科のキノコに含まれるものに似たキノコを採取するのは避けたほうが良い。
この分類は古い分け方であり、現在ではDNAによる分類で別な科に組み込まれている。

## 属
- Alboleptonia
- Clitopilus
- Cloudopus
- Eccilia
- Entoloma
- Inopilus
- Nolanea
- Leptonia
- Pouzarella
- Rhodocybe
- Rhodocybella
- Rhodogaster
- Rhodophana
- Richoniella